# Haggyállógva, Vászka
A Haggyállógva, Vászka Gothár Péter 1995-ben készült, 1996-ban bemutatott groteszk filmkomédiája. A groteszk jelleget a mű alapját képező népmesei kliséknek egy szürrealizált huszadik századi környezetbe (egy alternatív szovjet korszakba) helyezése adja.
A film technikája, dramaturgiája, nyelve és filmnyelve is különös, egyedi. „A formája… dokumentum: talált régi filmtekercs azokból az időkből, mintha rejtett kamerával vették volna fel.”
Vászka, a pityeri rabló történetét – Marjana Kozireva szerint – a Fehér-tengeri-csatornát építő kényszermunkások találták ki.

## Tartalma
Vászka, a ravasz, ám jólelkű pityeri rabló és Ványa, a hasonlóan dörzsölt falusi rabló legyőzi a kommunistákat, mint a népmesében.
Először föláldozandó az Aranyszarvú éppenséges szovjet kecskebak, majd föl kell jutni az égig érő fa tetejére, ahol megtalálható a vérehullató szardíniakulcs, és onnan kezdve a dolgok könnyedén bonyolódnak. Csak meg kell kenni az őrt az Állami Banknál, aztán föl lehet repülni az épület legtetejére, és összeszedni az aranyat. Másnapra üres a szovjet kincstár. Zinovjev őrjöng, a börtönből kihozott öreg rabló sem tudja elkapni a rablókat, akik már egy cifra lagzin étel-italtól roskadozó asztalok mellett mulatnak. Vászka valamennyire meghal, de levágott fejét Ványa eperdzsemben tartósítja, hogy a megfelelő pillanatban fel tudja támasztani, és majd ő maga békésen visszatérhessen a sírba.